# Método Huntington-Hill
El método de distribución de Huntington-Hill asigna asientos al encontrar un divisor modificado D de modo que el cociente de prioridad de cada circunscripción (su población dividida por D), utilizando la media geométrica de la cuota inferior y superior para el divisor, produzca el número correcto de asientos que minimiza las diferencias porcentuales en el tamaño de las subconstituciones. Cuando se visualiza como un sistema electoral proporcional, es efectivamente un método de promedios más altos de representación proporcional de la lista de partidos en el que los divisores son dados por {\displaystyle \scriptstyle D={\sqrt {n(n+1)}}}, n es el número de escaños que un estado o partido está asignado actualmente en el proceso de reparto (la cuota más baja) y n +1 es el número de escaños que el estado o el partido tendría si estuviera asignado a la lista de partidos (la cuota superior) 
Aunque ninguna legislatura usa este método de distribución para asignar escaños a los partidos después de una elección, se consideró para las elecciones a la Cámara de los Lores en virtud del proyecto de ley de reforma de la Cámara de los Lores, y la Cámara de Representantes de los Estados Unidos usa para asignar el número de asientos representativos para cada estado, el propósito para el cual fue diseñado. 
El método se acredita a Edward Vermilye Huntington y Joseph Adna Hill.

## Asignación
En una elección legislativa bajo el método Huntington-Hill, después de que se hayan contado los votos, se calculará el valor de calificación. Este paso es necesario porque en una elección, a diferencia de una distribución legislativa, no todos los partidos siempre tienen garantizado al menos un escaño. Si la legislatura en cuestión no tiene un umbral de exclusión, el valor de calificación sería la cuota de Hare, o 
{\displaystyle {\frac {{\mbox{votos}}\;{\mbox{totales}}}{{\mbox{asientos}}\;{\mbox{totales}}}}} ,
dónde 
- votos totales es la encuesta total válida; es decir, el número de votos válidos (no emitidos) emitidos en una elección.
- El total de escaños es el número total de escaños que se llenarán en la elección.

En las legislaturas que usan un umbral de exclusión, el valor de calificación sería: 
{\displaystyle {\mbox{límite}}\;{\mbox{de exclusión}}\;{\mbox{[porcentage]}}({\frac {{\mbox{votos}}\;{\mbox{totales}}}{\mbox{100}}})} .
A todos los votos electorales de los partidos iguales o mayores que el valor de calificación se les otorgaría un número inicial de escaños, nuevamente variando si hay o no un umbral: 
En las legislaturas que no usan un umbral de exclusión, el número inicial sería 1, pero en las legislaturas que sí lo hacen, el número inicial de escaños sería: 
{\displaystyle {\mbox{límite}}\;{\mbox{de exclusión}}\;{\mbox{[porcentaje]}}({\frac {{\mbox{asientos}}\;{\mbox{totales}}}{\mbox{100}}})}
con todos los restos fraccionales redondeados. 
En las legislaturas elegidas bajo un sistema proporcional de miembros mixtos, el número inicial de escaños se modificaría aún más al agregar el número de escaños de distrito de un solo miembro ganados por el partido antes de cualquier asignación. 
No es necesario determinar el valor de calificación cuando se distribuyen escaños en una legislatura entre los estados de conformidad con los resultados del censo, donde todos los estados tienen garantizado un número fijo de escaños, ya sea uno (como en los EE. UU.) O un número mayor, que puede ser uniforme (como en Brasil) o varían entre estados (como en Canadá). 
También se puede omitir si el sistema Huntington-Hill se usa en la etapa nacional de un sistema remanente nacional, porque las únicas partes calificadas son aquellas que obtuvieron escaños en la etapa subnacional. 
Después de que todas las partes o estados calificados recibieron sus escaños iniciales, se calculan los cocientes sucesivos, como en otros métodos de Promedios más altos, para cada parte o estado calificado, y los escaños se asignarían repetidamente a la parte o estado que tenga el cociente más alto hasta que no haya más Asientos para asignar. La fórmula de los cocientes calculados con el método de Huntington-Hill es 
{\displaystyle A_{n}={\frac {V}{\sqrt {s(s+1)}}}}
dónde: 
- V es la población del estado o el número total de votos que recibió el partido, y
- s es el número de escaños que el estado o partido ha sido asignado hasta ahora.

### Ejemplo
A pesar de que el sistema Huntington-Hill fue diseñado para distribuir escaños en una legislatura entre los estados de conformidad con los resultados del censo, también puede usarse, al colocar a los partidos en el lugar de los estados y los votos en lugar de la población, para la tarea matemáticamente equivalente de distribuir los escaños entre los partidos de conformidad con una elección dan como resultado un sistema de representación proporcional de lista de partidos. Un sistema de relaciones públicas de listas de partidos requiere grandes distritos de múltiples miembros para funcionar de manera efectiva. 
En este ejemplo, 230.000 votantes deciden la disposición de 8 escaños entre 4 partidos. A diferencia de los sistemas D'Hondt y Sainte-Laguë, que permiten la asignación de asientos calculando cocientes sucesivos de inmediato, el sistema Huntington-Hill requiere que cada partido o estado tenga al menos un asiento para evitar una división por cero error. En la Cámara de Representantes de los Estados Unidos, esto se garantiza garantizando a cada estado al menos un asiento; Sin embargo, en una elección de relaciones públicas de una sola etapa bajo el sistema Huntington-Hill, la primera etapa sería calcular qué partidos son elegibles para un asiento inicial. 
Esto se haría dividiendo el número de votos emitidos (230.000) por 8, lo que da un valor de calificación de 28.750, excluyendo a cualquier partido que obtuvo menos de 28.750 votos, y dando a cada partido que obtuvo al menos 28.750 votos un asiento. 
| Denominador | Votos   | ¿La parte es elegible o descalificada? |
| ----------- | ------- | -------------------------------------- |
| Partido A   | 100.000 | Elegible                               |
| Partido B   | 80.000  | Elegible                               |
| Partido C   | 30.000  | Elegible                               |
| Límite      | 28.750  | 28.750                                 |
| Partido D   | 20.000  | Descalificado                          |

Con todos los asientos iniciales asignados, los votos totales de cada partido elegible (partidos A, B y C) se dividen entre 1.41 (la raíz cuadrada del producto de 1, el número de asientos actualmente asignados y 2, el número de asientos que luego se asignaría), luego por 2.45, 3.46, 4.47, 5.48, 6.48, 7.48 y 8.49. Las 8 entradas más altas, marcadas con asteriscos, van desde 70.711' hasta 21.213. Para cada uno, la parte correspondiente obtiene un asiento. 
A modo de comparación, la columna "Asientos proporcionales" muestra el número fraccionario exacto de escaños debidos, calculado en proporción al número de votos recibidos. (Por ejemplo, 100.000/230.000 × 8 = 3.48) El ligero favor del partido más grande sobre el más pequeño es evidente. 
| Denominador | 1.41          | 2.45          | 3.46          | 4.47          | 5.48          | 6.48          | 7.48          | 8.49          | Asientos ganados (*) | Asientos proporcionados |
| ----------- | ------------- | ------------- | ------------- | ------------- | ------------- | ------------- | ------------- | ------------- | -------------------- | ----------------------- |
| Partido A   | 70.711 *      | 40.825 *      | 28.868 *      | 22.361 *      | 18.257        | 15.430        | 13.363        | 11.785        | 4 4                  | 3.4                     |
| Partido B   | 56.569 *      | 32.660 *      | 23.094 *      | 17.889        | 14.606        | 12.344        | 10.690        | 9.428         | 3                    | 2.8                     |
| Partido C   | 21.213 *      | 12.247        | 8.660         | 6.708         | 5.477         | 4.629         | 4.009         | 3.536         | 1                    | 1.1                     |
| Partido D   | Descalificado | Descalificado | Descalificado | Descalificado | Descalificado | Descalificado | Descalificado | Descalificado | 0 0                  | 0.7                     |

Si el número de escaños era igual en tamaño al número de votos para los partidos calificados, este método garantizaría que los nombramientos equivalieran a la cantidad de votos de cada partido. 
En este ejemplo, los resultados de la distribución son idénticos a uno bajo el sistema D'Hondt. Sin embargo, a medida que aumenta la magnitud del Distrito, surgen diferencias: los 120 miembros de la Knéset, la legislatura unicameral de Israel, son elegidos bajo el método D'Hondt. Si el método Huntington-Hill, en lugar del método D'Hondt, se hubiera utilizado para distribuir escaños después de las elecciones al 20.º Knesset, celebradas en 2015, los 120 escaños en el 20º Knesset se habrían repartido de la siguiente manera: 
| Partido    | Partido                   | Partido                   | Partido                   | Votos   | Asientos (resultados reales, D'Hondt) | Asientos (resultados hipotéticos, Huntington-Hill) | Cuota superior (Huntington – Hill) | Media geométrica (Huntington – Hill) | +/– |
| ---------- | ------------------------- | ------------------------- | ------------------------- | ------- | ------------------------------------- | -------------------------------------------------- | ---------------------------------- | ------------------------------------ | --- |
|            | Likud                     | Likud                     | Likud                     | 985.408 | 30                                    | 30                                                 | 31                                 | 30.50                                | 0 0 |
|            | Unión Sionista            | Unión Sionista            | Unión Sionista            | 786.313 | 24                                    | 24                                                 | 25                                 | 24.50                                | 0 0 |
|            | Lista Conjunta            | Lista Conjunta            | Lista Conjunta            | 446.583 | 13                                    | 13                                                 | 14                                 | 13.49                                | 0 0 |
|            | Yesh Atid                 | Yesh Atid                 | Yesh Atid                 | 371.602 | 11                                    | 11                                                 | 12                                 | 11.49                                | 0 0 |
|            | Kulanu                    | Kulanu                    | Kulanu                    | 315.360 | 10                                    | 9 9                                                | 10                                 | 9.49                                 | –1  |
|            | La Casa Judía             | La Casa Judía             | La Casa Judía             | 283,910 | 8                                     | 9 9                                                | 10                                 | 9.49                                 | +1  |
|            | Shas                      | Shas                      | Shas                      | 241.613 | 7 7                                   | 7 7                                                | 8                                  | 7.48                                 | 0 0 |
|            | Israel Beitenu            | Israel Beitenu            | Israel Beitenu            | 214.906 | 6 6                                   | 6 6                                                | 7 7                                | 6.48                                 | 0 0 |
|            | Judaísmo Unido de la Torá | Judaísmo Unido de la Torá | Judaísmo Unido de la Torá | 210.143 | 6 6                                   | 6 6                                                | 7 7                                | 6.48                                 | 0 0 |
|            | Meretz                    | Meretz                    | Meretz                    | 165.529 | 5 5                                   | 5 5                                                | 6 6                                | 5.48                                 | 0 0 |
| Fuente:CEC |                           |                           |                           |         |                                       |                                                    |                                    |                                      |     |

En comparación con la distribución real, Kulanu habría perdido un asiento, mientras que La Casa Judía habría ganado un asiento.